# Baran Demiroğlu
 (juin 2024).
Baran Demiroğlu est un footballeur turc né le 2 mai 2005 à Bahçelievler. Il joue au poste d'attaquant à Galatasaray. 

## Carrière

### En club
En 2016, il rejoint l'académie de Galatasaray. En novembre 2022, il reçoit sa première convocation en équipe première et il signe son premier contrat professionnel jusqu'au 30 juin 2025. Le 11 janvier 2024, il joue son premier match avec l'équipe professionnelle en contre Sivasspor en championnat et le match s'est soldé sur un score de parité 1-1. 

## Palmarès
| Galatasaray SK - Championnat de Turquie (1) - Champion en 2022-2023 |